# Diálogo entre Atahualpa y Fernando VII en los Campos Elíseos

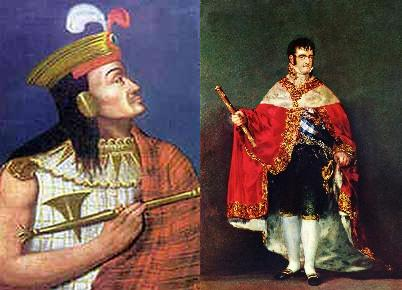
Los soberanos Atahualpa (Inca) y Fernando VII (español) protagonistas de la obra.

Diálogo entre Atahualpa y Fernando VII en los Campos Elíseos es un texto que circuló alrededor de 1809 en forma anónima en la ciudad de Chuquisaca (llamada La Plata por los españoles y conocida con el nombre republicano de Sucre), hoy capital de Bolivia y en aquella época sede de la Real Audiencia de Charcas.
El único manuscrito que se ha conservado de este diálogo está hoy en la Biblioteca y Archivo Nacionales de Bolivia. La tradición historiográfica mayoritaria lo atribuyó durante el siglo XX a Bernardo de Monteagudo, el revolucionario nacido en Tucumán, que estudió en Chuquisaca, en la célebre Universidad de San Francisco Xavier, junto a Mariano Moreno, Juan José Castelli, Jaime de Zudáñez y muchos otros luchadores por la independencia de América del Sur. Sin embargo, esta atribución es puesta en duda por historiadores que han analizado el texto (José Luis Roca, entre ellos). Lo único que se puede afirmar con certeza es que fue escrito en Chuquisaca, en los prolegómenos de la revolución del 25 de mayo de 1809, movimiento autonomista e independentista en el que también participó Bernardo Monteagudo. Puesto que el medio letrado de Chuquisaca era muy activo, son muchos los posibles autores. Los investigadores e historiadores del surgimiento de los Estados sudamericanos prestan hoy mucha atención a este texto y se han publicado numerosos estudios sobre él, aunque paradójicamente todavía no existe una edición crítica de este importante documento.
En el diálogo se representa un encuentro hipotético entre Atahualpa, emperador Inca destronado y ejecutado por Francisco Pizarro, y Fernando VII, monarca español destituido por Napoleón Bonaparte en el curso de las Guerras napoleónicas. El escrito está concebido como una reivindicación del Imperio inca en tanto que posible Estado independiente en América del Sur, mediante la expresión de la soberanía del pueblo, contra las imposiciones del imperio español invasor. Este estado de sometimiento es comparado al caso análogo de España invadida por Napoleón. Esta ideología o doctrina tuvo otras expresiones en pasquines y proclamas parecidas que circularon en Chuquisaca desde inicios de 1809 y desde allí se difundieron a otras ciudades. Los autores se dirigen a indios, mestizos, criollos y españoles americanos para proclamar la independencia. 
En un fragmento el español Fernando le dice al inca Atahualpa "El más infame de todos los hombres vivientes, es decir, el ambicioso Napoleón, el usurpador Bonaparte, con engaños, me arrancó del dulce regazo de la patria y de mi reino, e imputándome delitos falsos y ficticios, prisionero me condujo al centro de Francia." Atahualpa le responde "Tus desdichas me lastiman, tanto más cuanto por propia experiencia sé que es inmenso el dolor de quien se ve injustamente privado de su cetro y su corona".
El apoyo al independentismo inca se explicita en un párrafo que dice "Habitantes del Perú: si desnaturalizados e insensibles habéis mirado hasta el día con semblante tranquilo y sereno la desolación e infortunio de vuestra desgraciada patria, despertad ya del penoso letargo en que habéis estado sumergidos. Desaparezca la penosa y funesta noche de la usurpación, y amanezca luminoso y claro el día de la libertad. Quebrantad las terribles cadenas de la esclavitud y empezad a disfrutar de los deliciosos encantos de la independencia. Vuestra causa es justa, equitativos vuestros designios. Reuníos, pues, corred a dar ripio a la grande obra de vivir independientes."